# Stazione di Botricello
Stazione di Botricello vasútállomás Olaszországban, Botricello településen.

## Vasútvonalak
Az állomást az alábbi vasútvonalak érintik:
- Jonica-vasútvonal

## Kapcsolódó állomások
A vasútállomáshoz az alábbi állomások vannak a legközelebb:
- Stazione di Cropani
- Stazione di Roccabernarda